# Wadi al-Qura
Il Wādī al-Qurā (in arabo ﻭﺍﺩﻱ ﺍﻟﻘﺮﻱ‎? "Valle dei villaggi") è l'area settentrionale higiazena in cui, nel VII secolo d.C. Muhammad effettuò una serie di operazioni militari miranti a portare sotto il controllo della Umma islamica l'intera regione del Ḥijāz, dopo aver sottomesso Mecca e Ṭāʾif.
In essa, in epoca preislamica vi sarebbero vissuti i Thamūd e gli ʿĀd, cui si affiancarono gruppi ebraici che vi apportarono le loro capacità di agricoltori e di artigiani, facendola prosperare. Le virtù guerriere degli ebrei permisero alla regione di conoscere una relativa tranquillità, mettendo i vari insediamenti del 
Wādī al-Qurā al riparo dalle incursioni dei nomadi dei Banū Quḍāʿa, grazie anche ai buoni rapporti stretti con i Banū Fazāra, sottogruppo dei Banū Ghaṭafān.
Nell'anno 7 dell'Egira, equivalente al 629, la regione si sottomise alla potenza crescente dell'Islam e Maometto ricevette, in cambio della sua protezione, un terzo dei raccolti, essenzialmente in datteri, del Wādī al-Qurā.
Più tardi una parte degli ebrei fu espulsa - dietro pagamento di un cospicuo indennizzo - dal secondo califfo, ʿUmar b. al-Khaṭṭāb, in parziale applicazione del suo disposto per il quale non sarebbe stata più ammessa sul territorio del Ḥijāz e della Jazīrat al-ʿArab (la Penisola araba alcuna presenza che non fosse quella musulmana e di questa misura si avvantaggiarono proprio i B. Quḍāʿa che s'erano nel frattempo opportunamente convertiti.